# John Simon (1. wicehrabia Simon)
John Allsebrook Simon, 1. wicehrabia Simon GCSI, GCVO, OBE (ur. 28 lutego 1873, zm. 11 stycznia 1954 w Londynie) – brytyjski prawnik i polityk, członek Partii Liberalnej i Narodowej Partii Liberalnej, minister w rządach Herberta Henry’ego Asquitha, Ramsaya MacDonalda, Stanleya Baldwina, Neville’a Chamberlaina i Winstona Churchilla.

## Życiorys
Był synem wielebnego Edwina Simona i Fanny Allsebrook. Wykształcenie odebrał w Fettes College w Edynburgu oraz Wadham College na Uniwersytecie Oksfordzkim. W 1897 r. został członkiem All Souls College, a w 1899 r. rozpoczął praktykę adwokacką w Inner Temple. Po kilku latach prawniczej kariery został w 1906 r. wybrany do Izby Gmin jako reprezentant okręgu Walthamstow z ramienia Partii Liberalnej. W 1910 r. został Radcą Generalnym, a w 1913 r. prokuratorem generalnym Anglii i Walii. W gabinecie wojennym Asquitha został w 1915 r. ministrem spraw wewnętrznych. Po upadku rządu Asquitha w 1916 r. Simon przeszedł wraz ze stronnikami byłego premiera do opozycji i utracił miejsce w parlamencie po wyborach 1922 r.
Do Izby Gmin powrócił w 1922 r. wygrywając wybory w okręgu Spen Valley (w 1919 r. startował bez sukcesu w wyborach uzupełniających w tym okręgu). W latach 1927–1931 stał na czele komisji mającej zbadać możliwość przyznania Indiom autonomii. Należał do prawego skrzydła Partii Liberalnej i grona krytyków lidera liberałów, Davida Lloyda George’a. Sprzeciwiał się udzielanemu przezeń poparciu dla mniejszościowych rządów laburzystowskich w 1924 r. i w latach 1929–1931. W czerwcu 1931 r. Simon skrytykował działania lidera swojej partii, opuścił Partię Liberalną i utworzył Narodową Partię Liberalną, która następnie weszła w skład koalicji popierającej rząd narodowy.
W latach 1931–1935 Simon był ministrem spraw zagranicznych. Następnie został ministrem spraw wewnętrznych i na tym stanowisku doprowadził do uchwalenia w 1936 r. Public Order Act, który zakazywał działalności Czarnych Koszul Oswalda Mosleya. W latach 1937–1940 był kanclerzem skarbu. W 1940 r. otrzymał tytuł 1. wicehrabiego Simon i zasiadł w Izbie Lordów. Został również Lordem Kanclerzem, ale nie wszedł w skład gabinetu wojennego Churchilla. Po opuszczeniu koalicji przez Partię Pracy w 1945 r. Simon pozostał na stanowisku, ale Churchill ponownie nie powołał go w skład gabinetu. Tym samym lord Simon został pierwszym, i jak do tej pory ostatnim, Lordem Kanclerzem, który w czasie pokoju nie był członkiem gabinetu.

## Życie prywatne
Jego żoną była od czerwca 1899 r. Ethel Venables. Ich ślub odbył się w Headington w hrabstwie Oxfordshire. John miał z nią troje dzieci – Margaret (żonę Geoffreya Edwardsa), Joan (żonę Johna Bickforda-Smitha) oraz Johna Gilberta (2. wicehrabiego Simon, męża Maud Christie Simon). Ethel zmarła przy narodzinach trzeciego dziecka. Simon poślubił w grudniu 1917 r. Kathleen Rochard Harvey. Nie miał z nią dzieci. Po jego śmierci w 1954 r. tytuł wicehrabiego odziedziczył jego najstarszy syn.